# Volharding Shipyards
Volharding Shipyards is een maritiem bedrijf met een aantal scheepswerven in Nederland. Het bedrijf was voor 2001 bekend als 'Frisian Shipyards'.
Het bedrijf heeft het hoofdkantoor in Westerbroek, nabij Groningen. Het werd in 1919 opgericht en is in de jaren 1990 uitgegroeid tot internationale scheepsbouwer. De schepen worden anno 2008 gebouwd in China en Turkije.

## Bekende schepen
Enkele schepen die gebouwd zijn door Volharding Shipyards zijn:
- M/S Dueodde voor BornholmerFærgen in 2004/2005 in opdracht van collega scheepsbouwer Merwede Shipyard.[2]
- Beluga SkySails

## Scheepstypen
- Containerschepen
  -      550, 750 & 900 TEU containerschip

- Droge lading schepen
  - 12.500 & 20.000 ton zware vrachtschip
  -   6.000 & 9.400 ton MP vrachtschip

- Tankers
  - 10.600, 12.000 & 14.000 ton chemisch Olie Tanker
  - 17.000 ton chemische tanker
  -   3.750 ton olie - bunkertanker
  -   4.050 ton chemische tanker

- Speciale schepen
  - 10.000 ton STO-RO Carrier